# Asparagus scoparius
Asparagus scoparius — вид рослин із родини холодкових (Asparagaceae). 

## Етимологія
лат. scopa — «тонка гілка», arius — прикметниковий суфікс до іменників; з натяком на зовнішній вигляд рослини.

## Біоморфологічна характеристика
Вид вирізняється тим, що є прямовисним кущем, з голчастими, неколючими кладодіями, менше 2 см, згрупованими в пучки по 4–20. Суцвіття містять численні квітки

## Середовище проживання
Ендемік Макаронезії — Мадейра, Канарські острови (Тенерифе, Гран-Канарія, Ла-Пальма, Йєрро і Гомера) та Кабо-Верде; присутність на острові Селваженш не певна. Вид інтродукований до пн.-сх. Аргентини.
Зустрічається в сухих кам'янистих місцях. Він також росте в прибережних районах і в сухих лісах з Olea, Juniperus, Pistachia, Dracaena, Phoenix.

## Загрози й охорона
Для цього виду немає серйозних загроз; однак місцеві загрози включають урбанізацію та громадські роботи. Вид зустрічається на кількох заповідних територіях.